# (5035) Swift
(5035) Swift ist ein Asteroid des Hauptgürtels, der am 18. Oktober 1991 von den japanischen Astronomen Seiji Ueda und Hiroshi Kaneda am Observatorium von Kushiro (IAU-Code 399) entdeckt wurde.
Der Asteroid gehört zur Eunomia-Familie, einer nach (15) Eunomia benannten Gruppe, zu der vermutlich fünf Prozent der Asteroiden des Hauptgürtels gehören.
(5035) Swift ist nach dem amerikanischen Astronomen und Kometenentdecker Lewis A. Swift benannt.